# En lördag...
En lördag... är en svensk kortfilm från 1993, regisserad och skriven av Nina F. Grünfeld. I rollerna ses bland annat Oda Ellensdatter Solberg, Carl Kjellgren och Gerhard Hoberstorfer. Filmen producerades av Al Samfors och fotades av Per Djerf.

## Handling
Filmen handlar om Eva, 8 år. När hon följer med sin far till arbetet träffar hon en ung hantverkare och blir kär för första gången.

## Medverkande
- Oda Ellensdatter Solberg
- Carl Kjellgren
- Gerhard Hoberstorfer
- Elisabeth von Gerber
- Karolina Haag von Heije